# Leontínids
Els leontínids (Leontiniidae) són una família extinta de mamífers placentaris herbívors ungulats, de l'ordre Notoungulata pertanyent al superordre Meridiungulata.